# Guilty Crown
Guilty Crown (ギルティクラウン?, Giruti Kuraun) è una serie televisiva anime giapponese del 2011 prodotta dalla Production I.G e trasmessa nel blocco noitaminA della Fuji TV dal 13 ottobre 2011 al 22 marzo 2012. L'anime è stato trasposto in manga dal 12 ottobre 2011 al 12 novembre 2013 su Monthly Shōnen Gangan.
La software house Nitroplus ha pubblicato una visual novel il 26 luglio 2012 intitolata Guilty Crown: Lost Christmas (ギルティクラウン ロストクリスマス?, Giruti Kuraun Rosuto Kurisumasu), che si pone come prequel dell'anime ed al quale è stato allegato uno speciale OAV di sedici minuti.
Una side story novel intitolata Guilty Crown: Princess of Deadpool è stata pubblicata nell'aprile del 2012.

## Trama
La storia prende vita nella Tokyo del 2039, a cui fa da contorno un Giappone indebolito ed incapace di provvedere a se stesso dopo la tragedia esplosa la vigilia di Natale del 2029, da tutti ricordata come "Lost Christmas". Sono infatti passati dieci anni da quando l'intero paese venne gettato nel panico più totale da una dilagante e sconosciuta pandemia virale, denominata Virus Apocalypse.
Un'organizzazione internazionale nota come GHQ interviene e ristabilisce l'ordine in Giappone, che ne paga il prezzo con la propria indipendenza. Dopo aver preso le redini del comando sotto legge marziale, la società, forte di un proprio esercito militare, approfitta della situazione nei modi più svariati, arrivando anche a giustiziare civili sul momento dopo averli classificati come infetti.
Shu Ouma, studente asociale di diciassette anni, rimane coinvolto in una ribellione contro la GHQ dopo essere entrato casualmente in contatto con Inori Yuzuriha, cantante di un gruppo musicale online chiamato Egoist, di cui il ragazzo è un fan. Inori si rivelerà essere un membro in fuga degli Undertaker, gruppo terroristico che mira all'indipendenza del Giappone.
Tsutsugami Gai è il leader e l'anima della resistenza, che per dimostrare la propria mancanza di timore verso l'ordine costituitosi dopo il disastro, arriva anche a mostrare pubblicamente il proprio volto alla nazione durante un ufficiale annuncio dell'esistenza dell'opposizione.
Contrariamente alla sua indole poco temeraria, Shu mette a rischio la propria incolumità per salvare Inori dopo che questa viene rapita da un gruppo di perlustrazione della GHQ, portando con sé una misteriosa fiala appartenente alla ragazza. Il piccolo contenitore di vetro nascosto nella sua camicia s'infrange, salvandogli la vita da un proiettile e cambiandogliela per sempre. Al codice genetico di Shu viene aggiunto il "Potere dei Re" derivato dal rarissimo Genoma Void contenuto nella fiala, un potere che gli consente d'estrarre artefatti chiamati Void, spesso offensivi, dal corpo delle persone. I Void subiscono cambiamenti assieme all'ego delle persone e ne sono legati, tanto che maggiore sarà il rapporto stretto con una persona, migliore sarà la padronanza del suo Void.
Nonostante la totale inesperienza nell'usare il proprio potere, poiché appena acquisito, Shu riesce a salvarsi assieme ad Inori dal caos generatosi. Essendo l'arma genetica destinata in origine a Gai, il leader degli Undertaker offre al ragazzo di unirsi alla resistenza ma questi rifiuta per non voler intraprendere un percorso troppo grande e rischioso per lui, desiderando soltanto tornare alla tranquilla e sicura vita di sempre. La pace che acquista dura ben poco, verrà presto coinvolto in altre vicende contro la sua volontà, avvicinandosi al gruppo terroristico ed ai misteri che si nascondono dietro la nascita del Lost Christmas ed il Virus Apocalypse.

## Terminologia
Virus Apocalypse
Un virus letale di recente scoperta, porta le sue vittime alla morte tramite cristallizzazione dell'organismo. Originato dalla caduta di un meteorite in Giappone, i meccanismi di trasmissione sono oscuri, ma, al momento dell'infezione, il corpo del portatore inizierà a mostrare varie fasi sintomatiche, quali l'affiorare di una sostanza cristallina sul corpo e primi segni d'insanità mentale. Esiste un vaccino per prevenire l'infezione, ma va somministrato a dosi regolari e precise.
Lost Christmas
Il 24 dicembre 2029 un focolaio del virus Apocalisse apparve a Roppongi, Tokyo, gettando il paese in una crisi caotica. Incapace di contenerlo, il governo giapponese richiese l'aiuto internazionale. L'origine del disastro è collegato ai fratelli Ouma. Mana, sorella maggiore di Shu e prima infetta, giunta in uno stato d'insanità mentale, offrì al fratello la possibilità di sposarla e di usare i loro geni per creare un nuovo mondo. Colto dal panico nel vedere cosa sua sorella era diventata, Shu respinse Mana, paragonandola ad un mostro. Nonostante il senno offuscato dalla malattia, Mana visse il rifiuto ed il disgusto del fratello come qualcosa d'insopportabile. I sentimenti innescarono in lei rabbia e frustrazione tali da perdere definitivamente il controllo, gettando, seppur inconsciamente, l'infezione sull'intera città. Ulteriori risvolti sono ancora sconosciuti.
GHQ
Una forza militare internazionale, sostenuta dalle Nazioni Unite per aiutare il Giappone a contenere il dilagare del virus Apocalisse esploso durante il "Lost Christmas". Dopo aver soppresso il caos dilagante e ripristinato l'ordine, il Giappone ha ceduto i suoi compiti amministrativi al GHQ, che prende le redini del paese sotto legge marziale. La base operativa principale del GHQ risiede nell'Area 24, un'enorme struttura costruita su Odaiba, spiaggia di Tokyo.
Anti Bodies
Ufficialmente noto come "Virus Contromisure Special Force", gli Anti Bodies sono l'unità di controllo dell'epidemia del GHQ. Un'unità militare indipendente, i cui membri sono una forza d'elite che hanno accesso ad attrezzature speciali e risorse per combattere la diffusione del virus Apocalypse. Hanno il potere di detenere e mettere in quarantena presunti infetti e, se necessario, di ricorrere ad esecuzioni per prevenire possibili epidemie.
Undertakers (Funeral Parlor)
Gruppo di resistenza terroristico, capeggiato da Tsutsugami Gai, che mira a liberare il Giappone dalla morsa del GHQ. Il loro quartier generale risiede a Roppongi, in un edificio chiamato Roppongi Fort.
Endlave
Unità da battaglia mecha. I piloti possono utilizzare i loro Endlaves tramite una cabina di pilotaggio remoto, da cui ne controllano i movimenti e le varie azioni tramite comandi neurali. Essendo l'utilizzo degli Endlave basato su controlli pseudo-simbiotici con la macchina, i piloti devono disconnettersi prima che il loro Endlave venga distrutto o che subisca seri danni che si ripercorreranno anche sul loro corpo.
Genoma Void
Conosciuto anche come "l'Abilità del Re", il Genoma Void è un'arma genetica che ha la capacità di estrarre i "Void" da individui sotto l'età di 17 anni. Un Void è il palesarsi in forma fisica dell'indole di una persona, essendo quindi collegato all'ego della stessa il Void subirà cambiamenti seguendo il percorso di maturazione morale dell'individuo. Maggiore è il legame con una persona, migliore sarà la capacità di padroneggiare il Void da parte del portatore del Genoma. Quando un possessore del Genoma Void è ancora inesperto nell'estrazione del Void, la persona che fornirà l'artefatto dimenticherà gli ultimi momenti, inclusi quelli dell'estrazione, a causa del "trauma" derivato dalla presa e dal reinserimento dell'oggetto.
Sephirah Genomics
Una multinazionale farmaceutica che vanta solidi legami con gli Anti Bodies e la GHQ. La Sephirah Genomics è responsabile della creazione del vaccino contro il virus Apocalypse ed è alla ricerca di una cura definitiva.

## Produzione
Durante la realizzazione della serie, lo staff voleva creare "la prossima generazione di anime con questa serie". Perciò volevano che fosse un anime originale piuttosto che un adattamento. Lo staff voleva anche che fosse una "serie di due stagioni" indipendentemente dalle possibili difficoltà. Il concetto di base è in uno "stile giapponese, un concetto nipponico, e questo è ciò che lo rende più originale di altre serie". Alla domanda sulle somiglianze tra Shi e Shinji Ikari, protagonista di Neon Genesis Evangelion, lo staff ha risposto che sono entrambi personaggi passivi, anche se hanno ritenuto Shinji più passivo fra i due.
Quando gli è stato chiesto quali circostanze abbiano portato al suo coinvolgimento, Redjuice ha risposto che gli illustratori e gli animatori dello staff di produzione ritenevano che i suoi concept art mostrassero un senso di compatibilità con il prodotto finale. Mentre Ryo dei Supercell forniva le insert song, lo stesso Redjuice non partecipava al progetto come membro dei Supercell. Oltre ad apprezzare Inori, l'eroina principale di Guilty Crown, Redjuice ha dichiarato di aver realizzato molti disegni di Tsugumi. Lo staff non si è fatto problemi con le orecchie feline di Tsugumi, quindi Redjuice ritiene di aver inserito i suoi gusti personali nella serie. Inoltre a Redjuice piace anche Kanon, sebbene non fosse originariamente inclusa nella storia. Dato che Redjuice non ha lavorato molto con la CG 3D, ha potuto imparare molto dallo staff di Production I.G..

## Pubblicazione

Il logo della serie.

Guilty Crown è stato diretto da Tetsurō Araki su sceneggiatura di Hiroyuki Yoshino, con la collaborazione di Ichirō Ōkouchi. Jin Hanegaya della Nitroplus ha supervisionato la storia. Il mechanical design è stato curato da Atsushi Takeuchi mentre il prop designs da Yō Moriyama. Il character design originale era opera di Redjuice mentre Hiromi Katō lo ha adattato per l'animazione. La colonna sonora è composta da Hiroyuki Sawano. Yusuke Takeda infine è il direttore artistico. La produzione è opera della Divisione 6 della Production I.G. Nel corso della trasmissione si sono susseguite diverse sigle. Il primo abbinamento di brani è composto da Euterpe degli Egoist (ep. 1, apertura), My Dearest interpretata da Koeda (ep. 2-12, apertura) e Departures ~Anata ni Okuru Ai no Uta~ (Departures ~あなたにおくるアイの歌~?) degli Egoist (ep. 1-12, 22, chiusura). Il secondo accoppiamento presenta invece The Everlasting Guilty Crown degli Egoist (ep. 13-22, apertura) e Kokuhaku (告白?) dei Supercell (ep. 13-21, chiusura). Nel primo episodio è inoltre presente Euterpe come insert song.
Il New York Anime Festival ha proiettato i primi due episodi di Guilty Crown il 15 ottobre 2011. La proiezione del secondo episodio è stata una prima mondiale poiché l'episodio in questione non era ancora stato trasmesso in Giappone fino al 20 ottobre seguente.
In Italia la serie è stata pubblicata in versione sottotitolata su Netflix dal 5 aprile 2019.

### Episodi
| Nº | Titolo italiano Giapponese 「Kanji」 - Rōmaji - Traduzione letterale     | In onda          | In onda |
| Nº | Titolo italiano Giapponese 「Kanji」 - Rōmaji - Traduzione letterale     | Giapponese       |         |
| 1  | Genesis 「発生」 - Hassei – "Genesis"                                    | 13 ottobre 2011  |         |
| 2  | Survival of the Fittest 「適者」 - Tekisha – "La legge del più forte"    | 20 ottobre 2011  |         |
| 3  | Void-Sampling 「顕出」 - Kenshutsu – "Void-Sampling"                     | 27 ottobre 2011  |         |
| 4  | Flux 「浮動」 - Yōzai – "Flusso"                                         | 3 novembre 2011  |         |
| 5  | A Preparation 「訓練」 - Kunren – "L'addestramento"                      | 10 novembre 2011 |         |
| 6  | Leukocytes 「檻」 - Ori – "Leucociti"                                    | 17 novembre 2011 |         |
| 7  | Temptation 「輪舞」 - Rinbu – "Tentazione"                               | 24 novembre 2011 |         |
| 8  | Courtship Behavior 「夏日」 - Kajitsu – "Il pensiero del corteggiamento" | 1º dicembre 2011 |         |
| 9  | Prey 「捕食」 - Hoshoku – "Prey"                                         | 8 dicembre 2011  |         |
| 10 | Retraction 「縮退」 - Shukutai – "Ritiro"                                | 15 dicembre 2011 |         |
| 11 | Resonance 「共鳴」 - Kyōmei – "Risonanza"                                | 22 dicembre 2011 |         |
| 12 | The Lost Christmas 「再誕」 - Saitan – "The Lost Christmas"              | 12 gennaio 2012  |         |
| 13 | Isolation 「学園」 - Gakuen – "Isolamento"                               | 19 gennaio 2012  |         |
| 14 | Election 「攪乱」 - Kakuran – "Disturbo: elezione"                       | 26 gennaio 2012  |         |
| 15 | Sacrifice 「告白」 - Kokuhaku – "Confessione: sacrificio"                | 2 febbraio 2012  |         |
| 16 | The Tyrant 「王国」 - Ōkoku – "Regno: il tiranno"                        | 9 febbraio 2012  |         |
| 17 | Exodus 「革命」 - Kakumei – "Esodo"                                      | 16 febbraio 2012 |         |
| 18 | Dear... 「流離」 - Ryuu Ri... – "Errante: caro..."                       | 23 febbraio 2012 |         |
| 19 | Rebirth 「贖罪」 - Shokuzai – "Rinascita"                                | 1º marzo 2012    |         |
| 20 | A Diary 「追想」 - Tsuisou – "Un diario"                                 | 8 marzo 2012     |         |
| 21 | Emergence 「羽化」 - Uka – "Emergenza"                                   | 15 marzo 2012    |         |
| 22 | Convergence 「祈り」 - Inori – "Convergenza"                             | 22 marzo 2012    |         |

## Media

### Manga
Un adattamento manga della serie, scritto da Yōsuke Miyagi e disegnato da Shion Mizuki, è stato serializzato sulla rivista Monthly Shōnen Gangan edita da Square Enix dal numero di novembre 2011, uscito il 12 ottobre 2011, a quello di dicembre 2013, uscito il 12 novembre 2013. I capitoli sono stati raccolti in 7 volumi tankōbon pubblicati dal 21 gennaio 2012 al 21 dicembre 2013. Il manga si basa sulla prima metà dell'anime prendendo alcuni elementi narrativi dalla seconda.
Un secondo manga intitolato Guilty Crown: Dancing Endlaves, scritto da Gan Sunaaku e disegnato da Ryōsuke Fukai, è stato serializzato sulla rivista Dengeki G's Magazine edita da ASCII Media Works tra i numeri di luglio 2012, uscito il 30 maggio 2012, e quello di maggio 2014, uscito il 28 marzo 2014. I capitoli sono stati raccolti in 3 volumi tankōbon pubblicati dal 26 gennaio 2013 al 27 maggio 2014.
| Guilty Crown (7 volumi)                   |                   |                        |
| 1                                         | 21 gennaio 2012   | ISBN 978-4-7575-3476-6 |
| 2                                         | 22 maggio 2012    | ISBN 978-4-7575-3591-6 |
| 3                                         | 22 settembre 2012 | ISBN 978-4-7575-3725-5 |
| 4                                         | 22 gennaio 2013   | ISBN 978-4-7575-3855-9 |
| 5                                         | 22 maggio 2013    | ISBN 978-4-7575-3962-4 |
| 6                                         | 21 dicembre 2013  | ISBN 978-4-7575-4130-6 |
| 7                                         | 21 dicembre 2013  | ISBN 978-4-7575-4170-2 |
| Guilty Crown: Dancing Endlaves (3 volumi) |                   |                        |
| 1                                         | 26 gennaio 2013   | ISBN 978-4-04-891286-0 |
| 2                                         | 27 settembre 2013 | ISBN 978-4-04-891919-7 |
| 3                                         | 27 maggio 2014    | ISBN 978-4-04-866558-2 |

### Programma radiofonico
Un programma radiofonico su Internet intitolato Guilty Crown Radio Council per promuovere Guilty Crown è stato trasmesso ogni venerdì a partire dal 7 ottobre 2011. Il programma è stato condotto da Yūki Kaji, doppiatore di Shu Ouma e Ai Kayano, la doppiatrice di Inori Yuzuriha.

### Visual novel
La Nitroplus ha sviluppato una visual novel Spin-off intitolata Guilty Crown: Lost Christmas (ギルティクラウン ロストクリスマス?, Giruti Kuraun Rosuto Kurisumasu). La visual novel era inizialmente conosciuta come Lost X. Sceneggiatore del videogioco è Jin Hanegaya, che aveva curato anche Demonbane. Il gioco si concentra sull'incidente "Lost Christmas" ed include un anime inedito di sedici minuti.
La storia è ambientata nel 2029, dieci anni prima di Guilty Crown, durante il tragico scenario del Lost Christmas. Il protagonista della storia è una cavia in fuga da un laboratorio, nome in codice "Scrooge" (doppiato da Sakurai Takahiro), il quale riuscirà nell'impresa grazie all'aiuto di Carol (doppiata da Asumi Kana), una ragazza soggetta ad esperimenti nel medesimo luogo. I due si imbatteranno presto in Present (doppiata da Yuu Kobayashi), una ragazza alle dipendenze della misteriosa organizzazione GHOST.

### Romanzo
Una side story novel intitolata Guilty Crown: Princess of Deadpool, scritta da Gan Saaku della Nitroplus ed illustrata assieme alla collaborazione di Production I.G., è stata pubblicata nell'aprile 2012. Una versione con cover speciale è stata venduta tra il 31 marzo ed il primo di aprile durante l'Anime Contents Expo 2012, mentre la release ufficiale cade il 25 dell'ultimo mese. La lettura del primo capitolo è stata resa gratuita.

## Accoglienza
La serie ha ricevuto recensioni contrastanti da parte della critica. Carl Kimlinger di Anime News Network ha elogiato il coraggio della serie nel reinventare la trama, ma ha trovato la storia confusa e ha continuato con la tendenza di personaggi deboli e cliché. Aiden Foote di THEM Anime Reviews conferma quanto scritto da Kimlinger riguardo alla presentazione e la trama e ha aggiunto che i personaggi sono antipatici con i loro retroscena che non aggiungono loro profondità. D'altro canto, Foote sottolinea la parte grafica e il fascino musicale, affermando che "Guilty Crown è un gioiello in termini di musica, bagliori visivi e design, dai personaggi all'ambientazione, alle scene". Chris Beveridge di The Fandom Post ha affermato "Anche se va alla grande e ci lancia molto, il risultato finale che definisce il resto della stagione è quello che funziona fantasticamente bene per me perché introduce un cambiamento radicale nella serie". Ha elogiato lo sviluppo del personaggio di Shu così come l'ambientazione scelta per la seconda metà dell'anime.
Kyle Mills di DVD Talk ha elogiato maggiormente la serie, sottolineando che, nonostante le piccole critiche, "i primi 11 episodi della serie sono fantastici". Ha elogiato la storia e l'ambientazione, ma ha criticato lo sviluppo di alcuni personaggi paragonandoli ai "difetti" di Gurren Lagann. UK Anime Network ha commentato la seconda metà della serie dicendo che "fa il passo più lungo della gamba, e a volte lo fa a tal punto che lascia alcuni aspetti della sua narrazione come qualcosa come una sorta di pasticcio sciatto, ma c'è comunque una storia interessante da raccontare qui e gran parte di essa viene raccontata in modo divertente grazie a una colonna sonora superba, scene d'azione brillanti e alcune belle idee che fanno buon uso del cast dei personaggi della serie". Nonostante le critiche, Andy Hanley di UK Anime Network ha elogiato l'animazione definendola "visivamente accattivante".